# Lago No
Lago Ambadi (en inglés: Lake No) es un lago en el país africano de Sudán del Sur. Se encuentra justo al norte del vasto pantano del Sudd, en la confluencia de los ríos Bahr al Jabal y Bahr el Ghazal. Marca la transición entre Bahr al Jabal y el Nilo Blanco propiamente dicho. El lago No se encuentra a unos 1156 km aguas abajo del lago Alberto de Uganda, el mayor lago en el Nilo Blanco anterior al lago No. El lago es considerado el centro de los pueblos nuer.